# Zero in amore/Come un tramonto
Zero in amore/Come un tramonto  è il primo singolo discografico di Iva Zanicchi, pubblicato nel 1963. Entrambi i brani non saranno mai inseriti in un album.

## Tracce
Lato A
1. Zero in amore – 2:35 (testo: Vito Pallavicini – musica: Antonio Virgilio Savona)

Lato B
1. Come un tramonto – 2:55 (testo: Roxy Bob – musica: Gorni Kramer)